# 장미용병대
장미용병대(이탈리아어: Compagnia della Rosa)는 14세기-15세기에 북부 이탈리아에서 활동한 자유용병대다.
1398년 8월 볼로냐에서 조반니 다 부스카레토와 바르톨로메오 곤차가가 발족했다. 발족 당시 대원은 대부분 이탈리아인이었고, 기사 1,000 여명과 대다수의 보병으로 이루어졌다. 볼로냐측에 고용되어 포를리 영주 피노 1세 오르델라피로부터 볼로냐를 방어하는 계약을 맺었지만 포를리 근교에서 포를리군에게 패퇴했다.
1404년까지 존재했다.